# Landesamt für Vermessung und Geoinformation Schleswig-Holstein

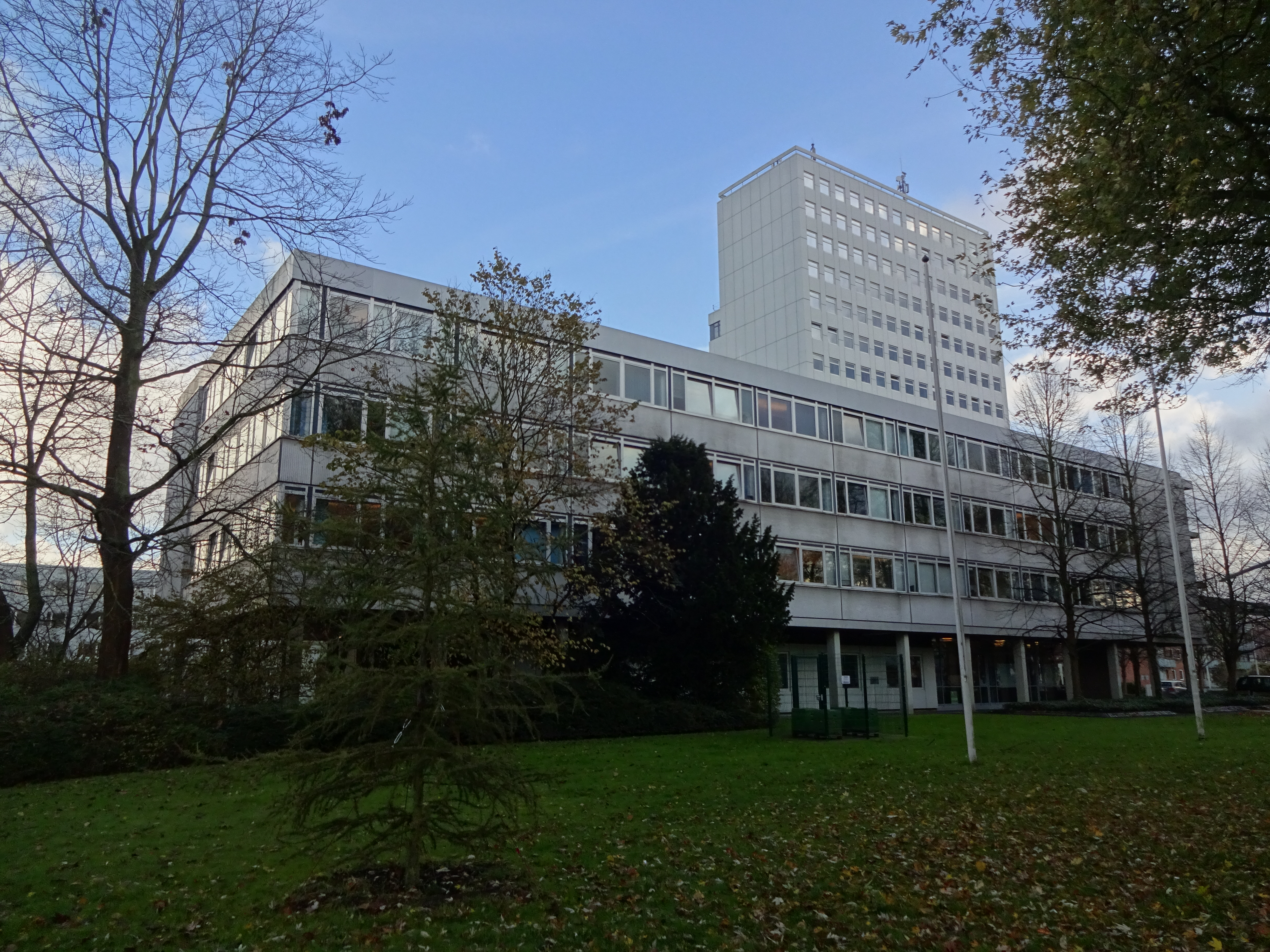
Zentrale des Landesamtes in Kiel (2017)

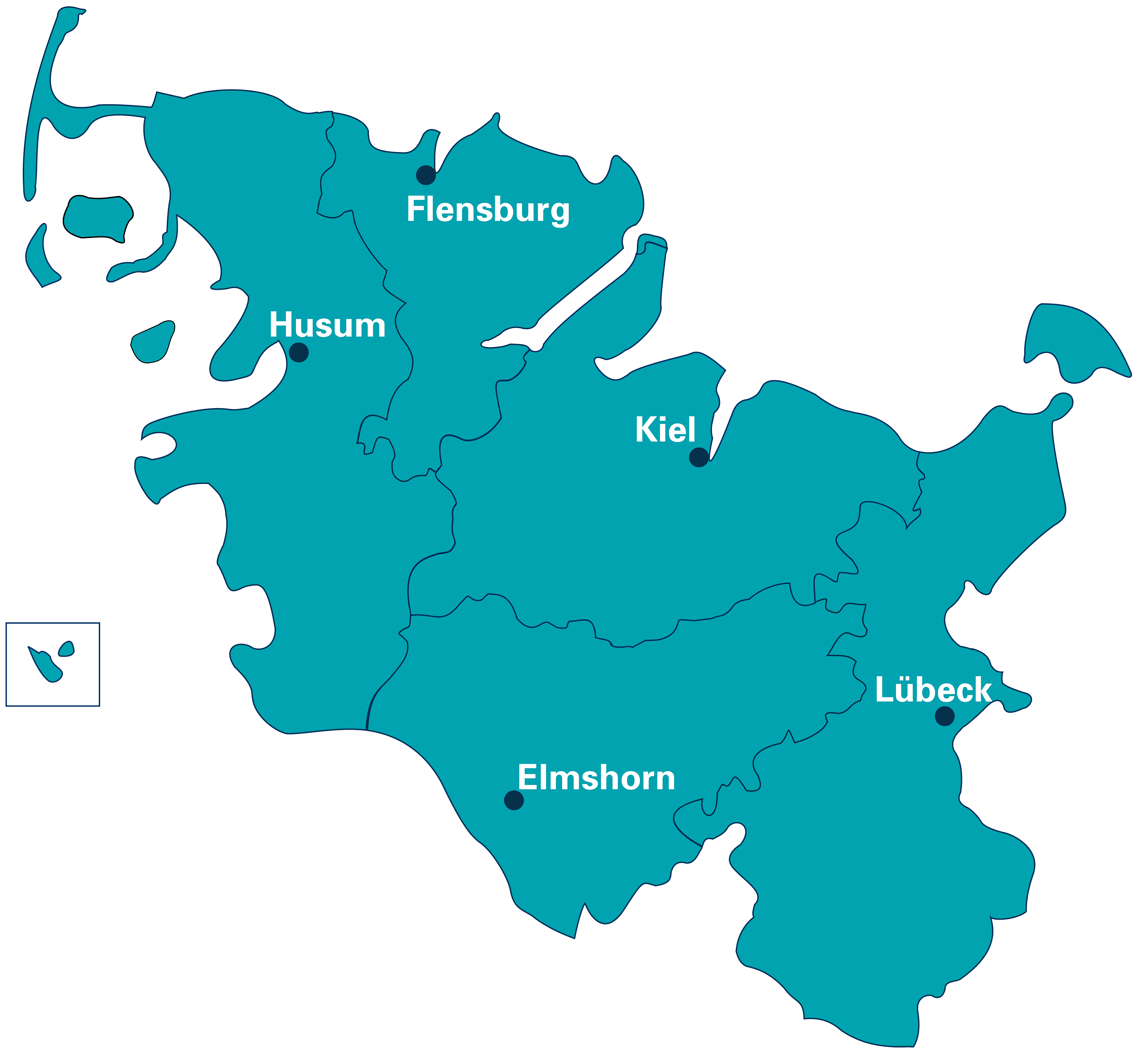
Standortübersicht des Landesamtes (2017)

Das Landesamt für Vermessung und Geoinformation Schleswig-Holstein, kurz LVermGeo SH, ist mit seinen rund 550 Beschäftigten für die Erhebung der amtlichen raumbezogenen Geobasisdaten, die Führung des Liegenschaftskatasters sowie den Aufbau und Betrieb der Geodateninfrastruktur für das Land Schleswig-Holstein (GDI-SH) zuständig.

## Organisation
Das Landesamt für Vermessung und Geoinformation Schleswig-Holstein ist eine Landesoberbehörde in Schleswig-Holstein, die zum Geschäftsbereich des Ministeriums für Inneres, Kommunales, Wohnen und Sport des Landes Schleswig-Holstein (MIKWS) gehört. Das LVermGeo SH wurde 2011 aus dem Landesvermessungsamt und den Katasterämtern gegründet. Es gliedert sich in Abteilungen und Dezernate. Die Zentrale befindet sich in der Mercatorstraße 1 in Kiel. Des Weiteren gibt es die Liegenschaftskatasterabteilungen an den Standorten Kiel (Kronshagener Weg), Lübeck, Flensburg, Husum und Elmshorn.

## Geschichte
Die Besteuerung von Grund und Boden war der Anlass für die Einrichtung des Grundsteuerkatasters in den damaligen preußischen Provinzen Schleswig und Holstein. In den 1870er Jahren fand in Preußen die Urvermessung dazu statt, in der 90 % der Landfläche neu vermessen wurden. Die gegründeten Katasterämter dienten erst als Steuerbehörden, ehe sie mit der Verbindung zum Grundbuch (Entstehung vom Eigentumskataster) für die Sicherung des Eigentums herangezogen wurden.
Durch die vielen Nutzungsmöglichkeiten wird das Kataster heute immer mehr zu einem Mehrzweckkataster. Die Daten werden z. B. von der Wirtschaft und Verwaltung verwendet. Sie gelten für die Statistik als wichtiger Grunddatenlieferant.
Heute liegen die Geobasisdaten digital vor. Sie werden zur Speicherung, Visualisierung und Verarbeitung in Geoinformationssystemen geführt.

## Aufgaben
Die Kernaufgaben des LVermGeo SH sind:
- Landesvermessung
- Liegenschaftskataster
- Geodateninfrastruktur

### Landesvermessung
Die Landesvermessung ist für die Schaffung und Erhaltung der geodätischen Grundlagen für die allgemeine Landesaufnahme sowie für das Liegenschaftskataster und anderen Vermessungen zuständig. Neben der topographischen Landesaufnahme ist es ihre Aufgabe, die Ergebnisse in Karten und digitalen Modellen darzustellen.
Produkte:
- topographische Kartenwerke und Freizeitkarten
- Geobasisdaten
- Bereitstellung des Lage-, Höhen- und Schwerefestpunktfelder zur exakten Positionierung
- Satellitenpositionierungsdienst der Deutschen Landesvermessung (SAPOS)[2]

### Liegenschaftskataster
Das Landesamt ist für die Einrichtung, Fortführung und Erneuerung des Liegenschaftskatasters incl. der erforderlichen Vermessungen zuständig. Das Liegenschaftskataster ist der einzige flächendeckende Nachweis aller Flurstücke in Schleswig-Holstein. Neben aktuellen Angaben über Grundstücke werden auch Informationen zu Grenzen, Gebäuden, Eigentümern gepflegt, um gemeinsam mit dem Grundbuch das Eigentum an Grundstücken zu sichern.
Produkte
- Vermessung von Liegenschaften, Gebäudevermessungen und Grenzherstellungen
- Erstellen von Flurstücks-, Eigentums- und Bestandsnachweisen
- Abgabe von analogen und digitalen Flurkartenauszügen

### Geodateninfrastruktur
Die Geodateninfrastruktur hat das Ziel, die Bereitstellung von Geodaten und Geodatendiensten zu vereinheitlichen und diese der Öffentlichkeit zur Verfügung zu stellen. Das LVermGeo SH übernimmt diese Aufgabe für das Land Schleswig-Holstein und setzt die INSPIRE-Richtlinie der Europäischen Union (EU) um.
Produkte
- DigitalerAtlasNord (Präsentation)[3]
- Geoserver (Bereitstellung)[4]
- Schleswig-Holsteinisches Metainformationssystem (Recherche)[5]

## Ausbildung
Das LVermGeo SH bildet in den Berufen Geomatiker, Vermessungstechniker und Fachinformatiker aus. Nach abgeschlossener Berufsausbildung oder Interesse fördert das LVermGeo SH ein Studium im Bereich Vermessung und Geoinformation. Zusätzlich gibt es die technische Beamtenausbildung der Laufbahngruppen 2.1 und 2.2 (ehemals gehobener und höherer Dienst) Geoinformationsoberinspektoranwärter (Vorbereitungsdienst) und Regierungsvermessungsreferendar (technisches Referendariat). Es ist auch möglich in einem Dualen Studium den Bachelor Geodäsie und Geoinformatik an der HCU Hamburg und den Geoinformationsoberinspektor am LVermGeo SH zu erlangen. Zur Berufsorientierung sind Schüler- und Studentenpraktika möglich.

## Gesetzliche Grundlagen
Vermessungs- und Katastergesetz (VermKatG)
Geodateninfrastrukturgesetz Schleswig-Holstein (GDIG)